# 端基

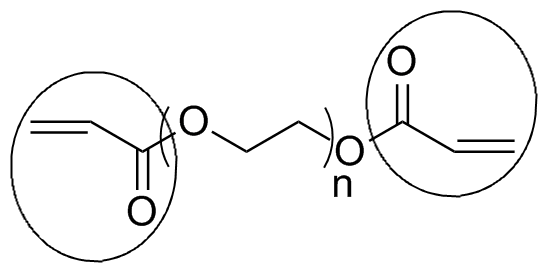
在聚乙二醇二丙烯酸酯中，兩端標示圓圈的丙烯酸即為端基

端基（end group，terminal group）是聚合物合成與示性中重要的概念。在高分子化学中，端基是指高分子链或是低聚物末端的基团（IUPAC）。在聚合物合成時（如缩聚反應或是自由基聚合反應），常會用核磁共振分析端基，以確定聚合物的平均長度。
其他使用端基來表征分析聚合物的方法有质谱法和振动光谱法（如红外光谱和拉曼光谱），这些端基基团对于聚合物的分析以及向（或从）聚合物链接枝以生成新的共聚物都很重要。端基的例子如右图，是在聚乙二醇二丙烯酸酯此聚合物中圈起的部分。